# Fémina Sport Montpellier
Pour les articles homonymes, voir Fémina.
Le Fémina Sport Montpellier était un club féminin français de basket-ball, basé dans la ville de Montpellier, et aujourd'hui disparu.

## Histoire
Le FS Montpellier rentre dans l'histoire du basket-ball français en 1953 en devenant champion de France (alors nommé prix Dubonnet). Ce titre, les filles de Montpellier l'obtiennent aux dépens du Paris UC. L'effectif champion de France est alors : les sœurs Béjaud (Micheline la capitaine, Jacqueline) et Verrier (Marie- Claude, Marie-Josée), Bernadette Artignan, Paulette Neyraud, Françoise Roux, Janine Cambon-Breton.
En 1955, le club est inscrit au championnat de la fédération sportive gymnique du travail (FSGT). Cette année-là, le club remporte le championnat face à  Château-Thierry.
Le FS Montpellier évoluait sur le terrain de la cité Benoît (en extérieur), proche de l'actuel Polygone.

## Palmarès
- Champion de France FFBB : 1953
- Champion de France FSGT : 1955

## Sources et références
1. ↑  Midi libre des 6 et 7 mai 2008